# Overman King Gainer
Overman King Gainer (OVERMANキングゲイナー?, Ōbāman Kingu Geinā) è una serie televisiva anime di genere fantascientifico-robotico trasmessa dalla rete televisiva a pagamento WOWOW a partire dal 7 settembre 2002 fino 22 marzo 2003. Questa serie è stata prodotta dallo studio di animazione Sunrise, diretta da Yoshiyuki Tomino e consta in tutto di 26 episodi. Tra i fan giapponesi è conosciuto anche col diminutivo "Kinge". La serie è inedita in Italia.
Parallelamente all'anime, nel giugno del 2002 è iniziata la serializzazione di un adattamento manga ad opera di Yoshiyuki Tomino e Yoshihiro Nakamura, uno dei tre character designer della serie animata. Il manga era in corso di pubblicazione in Italia da parte dell'editore d/visual, in Giappone la serie si è conclusa nella primavera del 2009 con il settimo volume.

## Generalità
La serie, diretta da Yoshiyuki Tomino, venne realizzata a due anni di distanza da Turn A Gundam. Queste due opere, assieme a Brain Powerd, sono state definite come il "nuovo trittico di Tomino".
La peculiarità di questa produzione risiede nella grande allegria da cui è pervasa che la rende così distante da altre opere dello stesso autore come, ad esempio, Densetsu kyojin Ideon. Tomino, colui che in passato era stato definito "il macellaio" per via delle numerosissime morti violente presenti nelle sue storie, decide qui di limitare al massimo la dipartita dei personaggi presentati.

## Personaggi

Copertina del primo volume dell'edizione italiana del manga, raffigurante i personaggi della serie

### Il soffitto di Yapan
- Gainer Sanga (Voce: Nojima Hirofumi)- Protagonista della serie nato a Urgusk Domepolis in Siberia. Va al liceo e ha 17 anni. Manovra l'Overman King Gainer come se fosse un'estensione del suo stesso corpo. Quand'era piccolo i suoi genitori vennero assassinati mentre distribuivano volantini contrari all'Exodus (nella versione a fumetti questo incidente accade quando Gainer ha 12 anni). A causa di questo shock si chiuse in casa vincendo per 200 volte di fila al popolare videogame "Overman Battle". Grazie alle sue gesta videoludiche gli venne conferito il titolo "King". Durante la serie tale titolo passerà dal mondo fittizio a quello reale per merito delle sue abilità sul campo di battaglia. Ha un carattere serio e introverso ed ha una certa difficoltà ad adattarsi alle situazioni. Nonostante ciò, attraverso i cambiamenti radicali che incontrerà su Exodus si scontrerà con moltissime persone e da tante altre verrà spronato a migliorarsi e in questo processo maturerà come persona. Prova rispetto per Gain, ideatore di Exodus, ritenendolo un uomo forte ma allo stesso tempo non sopporta i suoi atteggiamenti frivoli e volubili. È follemente innamorato di Sara Kodama e su Exodus avverrà una confessione d'amore su larga scala dovuta ad una situazione d'emergenza. Pur essendosi allenato coi videogiochi, possiede un talento innato nella guida degli Overman con la quale primeggia fra tutti anche grazie alla sua velocità di apprendimento. Di norma, l'unità da lui utilizzata è il King Ganer ma gli è capitato di pilotare anche il Gatchko e il Dorbeck. Nell'ultima fase della storia, viene incorporato dall'Over Devil. Grazie all'Over Skill dell'Over Devil diviene lui stesso un Over Man e combatte con indosso il manto del Blackmer.
- Gain Bijō (Voce:Kawano Otoya)- 28 anni, il protagonista "adulto" della serie. In qualità di responsabile di Exodus si occupa della coordinazione di tale progetto ad ogni livello. Dall'approvvigionamento dei viveri alle strategie di contrattacco contro i loro oppositori. Grazie alle sue doti di tiratore, da quando centrò un bersaglio con sei proiettili sparati consecutivamente disegnando un simbolo a forma di croce, porta il soprannome di Southern Cross il nero, nome che incute timore tra i suoi avversari. Si è imposto il principio di non sparare alle spalle di un nemico che fugge.

## Overman e Silhouette Machine

### Overman
- King Gainer- Si tratta di un Overman dalle capacità strabilianti. Veniva conservato come un oggetto da collezione nella tenuta del marchese Medaiyu, signore feudale di Urgusk Domepolis. I nemici si riferivano a lui coi nomi più svariati come ad esempio "l'Overman capelluto", "l'overman argentato" o "l'Overman di Yapan" ma dopo la battaglia di Leonetter anche i nemici sono venuti a sapere che il suo nome è King Gainer.

## Episodi
| Nº | Titolo italiano Giapponese 「Kanji」 - Rōmaji - Traduzione letterale                                                                                  | In onda           | In onda |
| Nº | Titolo italiano Giapponese 「Kanji」 - Rōmaji - Traduzione letterale                                                                                  | Giapponese        |         |
| 1  | Gain and Gainer 「ゲインとゲイナー」 - Gein to Geinaa – "Gain e Gainer"                                                                               | 7 settembre 2002  |         |
| 2  | Repayment 「借りは返す」 - Kari wa Kaesu – "Pagherò il mio debito!"                                                                                   | 14 settembre 2002 |         |
| 3  | Explosion! Overskill 「炸裂! オーバースキル」 - Sakuretsu! Oobaasukiru – "Esplosione! L'Overskill"                                                    | 21 settembre 2002 |         |
| 4  | The Taste of Victory is the Taste of a Kiss 「勝利の味はキスの味」 - Shōri no Aji wa Kisu no Aji – "Il gusto della vittoria ha il sapore di un bacio" | 28 settembre 2002 |         |
| 5  | Eyes Shining Toward Siberia 「シベリアに光る目」 - Shiberia ni Hikaru Me – "Uno sguardo brilla in Siberia"                                            | 5 ottobre 2002    |         |
| 6  | Saint Reagan's Assassin 「セント・レーガンの刺客」 - Sento Reegan no Shikaku – "I sicari di Saint Reagan"                                             | 12 ottobre 2002   |         |
| 7  | The Railroad King, Kizz Munt 「鉄道王キッズ・ムント」 - Tetsudō Ou Kizzu Munto – "Kidz Munto, il monarca della ferrovia"                              | 19 ottobre 2002   |         |
| 8  | A Hellish Relay Race 「地獄のエキデン」 - Jigoku no Ekiden                                                                                            | 26 ottobre 2002   |         |
| 9  | A Hard Struggle! Adett, the Teacher 「奮闘! アデット先生」 - Funtō! Adetto-sensei                                                                     | 2 novembre 2002   |         |
| 10 | Asham's Tenacity 「アスハムの執念」 - Asuhamu no Shūnen – "L'ossessione di Artham"                                                                    | 9 novembre 2002   |         |
| 11 | Tears Can't Be Stolen 「涙は盗めない」 - Namida wa Nusumenai                                                                                          | 16 novembre 2002  |         |
| 12 | An Attack Over Enormous Stone Columns 「巨大列石の攻防」 - Kyodai Reseki no Kōbō                                                                      | 30 novembre 2002  |         |
| 13 | Brynhildr's Tears 「ブリュンヒルデの涙」 - Buryunhirude no Namida – "Le lacrime di Brunhilde"                                                         | 7 dicembre 2002   |         |
| 14 | The Apparition, Dominator 「変化ドミネーター」 - Henge Domineetaa – "Trasformazione! Dominator"                                                       | 14 dicembre 2002  |         |
| 15 | Between the Schedule and Magma 「ダイヤとマグマの間」 - Daiya to Maguma no Aida – "Intrappolati tra il magma e il diamante"                           | 21 dicembre 2002  |         |
| 16 | A Tough Fight, Adett Squad 「奮戦、アデット隊」 - Funsen, Adetto Tai                                                                                  | 11 gennaio 2003   |         |
| 17 | A World Without Lies 「ウソのない世界」 - Uso no Nai Sekai – "Un mondo privo di bugie"                                                                | 18 gennaio 2003   |         |
| 18 | The Sword's Fragility 「刃の脆さ」 - Yaiba no Morosa – "La fragilità della spada"                                                                     | 25 gennaio 2003   |         |
| 19 | Leonetta's Nightmare 「リオンネッターの悪夢」 - Rionnettaa no Akumu – "L'incubo di Leonetter"                                                         | 1º febbraio 2003  |         |
| 20 | Defeated at Katezu 「カテズで勝てず」 - Katezu de Kattezu – "Sconfitta a Katezu"                                                                      | 8 febbraio 2003   |         |
| 21 | Overman's Darkness 「オーバーマンの闇」 - Oobaaman no Yami – "L'oscurità dell'Overman"                                                                | 15 febbraio 2003  |         |
| 22 | The Agato Crystal 「アガトの結晶」 - Agato no Kesshō – "Il cristallo di Agato"                                                                        | 22 febbraio 2003  |         |
| 23 | Overdevil Revival 「復活のオーバーデビル」 - Fukkatsu no Oobaadebiru – "La resurrezione dell'Over Devil"                                              | 1º marzo 2003     |         |
| 24 | Overmax 「オーバーマックス」 - Oobaamakkusu – "Over Max"                                                                                              | 8 marzo 2003      |         |
| 25 | Inside the Ice 「氷の中で」 - Koori no Naka de – "Nel ghiaccio"                                                                                       | 15 marzo 2003     |         |
| 26 | Gain Over 「ゲイン オーバー」 - Gein Oobaa – "Gain Over"                                                                                              | 22 marzo 2003     |         |

## Canzoni

### Opening
- King Gainer - Over!

Testi: Iogi Rin Musiche: Tanaka Kōhei Voce: Fukuyama Yoshiki

### Ending
- Can you feel my soul

Testi: Inoue Hidenori Musiche: Okazaki Tsukasa Voce: Himitsu gakudan Maboroshi

### Insert Song
- Hontō kai! ("Dici davvero!?")

Testi: Iogi Rin Musiche: Tanaka Kōhei Arrangiamenti: Kishimura Masami Voce: Miyagi Sayuri e gli Hontō Tai
- Mia no Matsuri ("Il festival di Mia")

Testi: Iogi Rin